# Мишлен, Андре
Андре́ Жюль Аристи́д Мишле́н (André Jules Aristide Michelin; 16 января 1853, Париж — 4 апреля 1931, там же) — французский инженер и промышленник, соучредитель (вместе с братом Эдуаром Мишленом) компании по производству шин Michelin и создатель Красного гида Мишлен.

## Биография
Андре Мишлен родился 16 января 1853 года в Париже. Сын художника Жюля Мишлена.
В 1877 году окончил Центральную школу искусств и мануфактур.
Женился на Софи Вольф (1858—1918), дочери пианиста и владельца знаменитой фабрики роялей Огюста Вольфа. В 1889 году вместе со своим братом Эдуаром создаёт компанию Michelin, которая в 1891 году начинает заниматься производством пневматических шин.
В 1900 году Андре Мишлен создаёт «Красный гид Мишлен», который также известен под названием «Красный путеводитель» — изначально представлявший собой список различных мест, которые бы могли пригодиться путешественнику, позднее он  превратился в рейтинг ресторанов, один из наиболее известных и влиятельных. Имеет трёхзвёздочную систему оценки.
Затем, в 1909 году, Андре начинает выпускать путеводители Le Guide Rouge в разных странах. Нарисованные в масштабе 1/200 000, карты Michelin отличались год за годом своей почти микроскопической точностью.
Соучредитель в 1900 с его братом Эдуаром, графом Дион, братьями Рено, Луи Панаром (Louis Panhard) и другими промышленниками ежедневной спортивной газеты «Авто-вело» («l’Auto-Vélo»), впоследствии ставшей известной под названием «Авто» («l’Auto»), которой руководил велогонщик и спортивный журналист Анри Дегранж. Газета выходила с 16 октября 1900 года по 17 августа 1944 года.
Андре Мишлен являлся также учредителем аэроклуба Франции.
Мишлен скончался 4 апреля 1931 года в Париже в возрасте 78 лет.